# Светлогорская ТЭЦ
Светлогорская ТЭЦ — тепловая электростанция в Гомельской области Беларуси. Ранее — Василевичская ГРЭС. Основана в 1958 году. Находится в восточной части города.
Входит в состав РУП «Гомельэнерго».

## История
Строительство Василевичской ГРЭС (ныне Светлогорской ТЭЦ) – крупнейшей тепловой электростанции в БССР было начато в 1954 году, а в 1958 году был пущен её первый блок.
Светлогорская ТЭЦ состоит из целого комплекса мощных сооружений: главного корпуса, здания главного щита управления, береговой насосной станции, химводоочистки, мазутохозяйства, ГРП – 1 , 2 , ОРУ 110 кВ ,
220 кВ.
Светлогорская ТЭЦ оснащена высокопроизводительным сложнейшим оборудованием . Высокие параметры пара , по тому времени : давление
100 атмосфер и температура 540 град.С , позволяли вырабатывать электроэнергию с наименьшим удельным расходом топлива на отпущенный киловатт-час. Для управления основным и вспомогательным оборудованием , защиты его от повреждения , управления тепловыми процессами и учета расхода топлива и пара широко применялись  и применяются автоматические средства.
В 1958 году пущен первый турбогенератор. Строительство закончено в 1965 году. Проектная мощность ГРЭС – 322 мВт.
В связи с развитием промышленного производства города Светлогорска и преобладанием тепловых нагрузок над электрическими , Василевичская ГРЭС была переименована в 1978 году в Светлогорскую ТЭЦ.
Светлогорская ТЭЦ ( теплоэлектроцентраль ) – тепловая электростанция , вырабатывающая электрическую энергию и тепло в результате преобразования тепловой энергии ,  выделяющейся при сжигании органического топлива. Отличительной особенностью теплоэлектроцентрали является использование в практических целях отработавшего тепла теплофикационных турбин , вращающих электрические генераторы , тепло отпускается потребителям в виде пара и горячей воды. Такое централизованное теплоснабжение на базе комбинированной выработки тепловой и электрической энергии называется теплофикацией.
Директорами ТЭЦ в разное время работали:
- А.Н. Завадский (1954—1964);
- К.Ф. Прокопенко (1964—1983);
- Д.Н. Бовсук (1983—1986)
- Н.Б. Барбук (1986—2001),
- В.А. Соболь (2001—2008).

Главными инженерами работали:  В.Б. Шифферс (главный инженер строительства), Е.Я. Ачкевич (1959-1962), В.М. Жегалов (1962-1976), В.Т. Шалейко (1976-1996), А.Я. Романовский (1996-2006), А.Е. Липский (2006-2009).